# Dave Piontek
David Vincent Piontek, detto Dave (Bethel Park, 27 agosto 1934 – Scottsdale, 12 maggio 2004), è stato un cestista statunitense, professionista nella NBA.

## Carriera
È stato selezionato dai Rochester Royals al terzo giro del Draft NBA 1956 (16ª scelta assoluta).